# ديزني انترناشيونال إتش دي

ديزني إنترناشيونال HD هي قناة تلفزيونية هندية مدفوعة مملوكة لشركة والت ديزني (الهند) ، وهي شركة تابعة لشركة والت ديزني . إنها القناة الأولى في الهند التي يتم بثها بدقة عالية وبثها بنسبة عرض إلى ارتفاع تبلغ 16: 9. القناة الأساسية تبث أفلام ديزني الأمريكية الأصلية.
يتم بث القناة بشكل أساسي من خلال الإشتراك التلفزيوني المدفوع و الإعلانات التي تستهدف الفئة العمرية من 14 إلى 25 عامًا بينما تستهدف قنوات ديزني الأخرى التي تبث في المنطقة جمهور الفئة العمرية 2-14 عامًا. 

## تاريخ
في أبريل 2016 ، توقت قناة ديزني الهندية عن بث برامج الايف أكشن التي محتواها فقط للمراهقين للتركيز أكثر على الرسوم المتحركة المحلية ، حيث حققت تلك العروض تقييمات أفضل.  
قدمت شبكة ديزني طلب ترخيص لـ ديزني إنترناشيونال في 17 مارس 2017 مع وزارة الإعلام والإذاعة (MIB).  وافقت MIB على الترخيص في 1 سبتمبر 2017 لتتولى المسؤولية من Bindass Play مع انتقال برامج القناة من Bindass Play إلى Bindass. تم إطلاق القناة في 29 أكتوبر 2017.  مع 10 من المسلسلات التلفزيونية المتوفرة البالغ عددها 30 تعرض على القناة مند إطلاقها.
تعرض القناة مكتبة حصرية من البرامج المتلفزة (حيث لم يتم الترويج لها في أي دولة آخرى) تضم أكثر من 1500 حلقة أو أكثر قادمة من 30 برنامج.   تبث القناة أيضًا أكثر من 100 فيلم من أفلام ديزني المختارة للأعمار مابين 14 و 25 عامًا. 

## برمجة
- أوستن و آلي [7]
- كلب مع مدونة [8]
- فتاة تلتقي بالعالم [9]
- هانا مونتانا [10]
- KC Undercover [11]
- كيكين إت [12]
- كيربي باكتس [13]
- أبناء المختبر [14]
- ليف ومادي [15]
- ويزردز ويفرلي بليس [16]